# Elói Mendes
Elói Mendes là một đô thị thuộc bang Minas Gerais, Brasil. Đô thị này có diện tích 499,5 km², dân số năm 2007 là 37985 người, mật độ 38,37 người/km².